# Christian Philipp Bentum
Christian Philipp Bentum (auch Christian Philipp van Bentum; Philipp Christian Bentum; Nachname auch Benthum, Bendum, Benton, Bendomp, Penthum; tschechisch Filip Kristián Bentum; * um 1690 vermutlich in Leiden; † nach 1757 vermutlich in Schlesien) war ein niederländischer Barockmaler, der ab 1712 in Böhmen und ab etwa 1731/32 in Schlesien tätig war.
Obwohl er in seiner Heimat bis heute unbekannt ist, wurde er wegen seiner Herkunft gelegentlich als „pictor Hollandicus“ oder „Hollmandicus“ bezeichnet. Seine Gemälde signierte er meistens mit „P. C. de Bentum“. Er schuf zahlreiche großformatige Ölgemälde und Fresken im Stil des Tenebrismus und Porträts von böhmischen und schlesischen Adeligen sowie von habsburgischen Herrschern.

## Leben

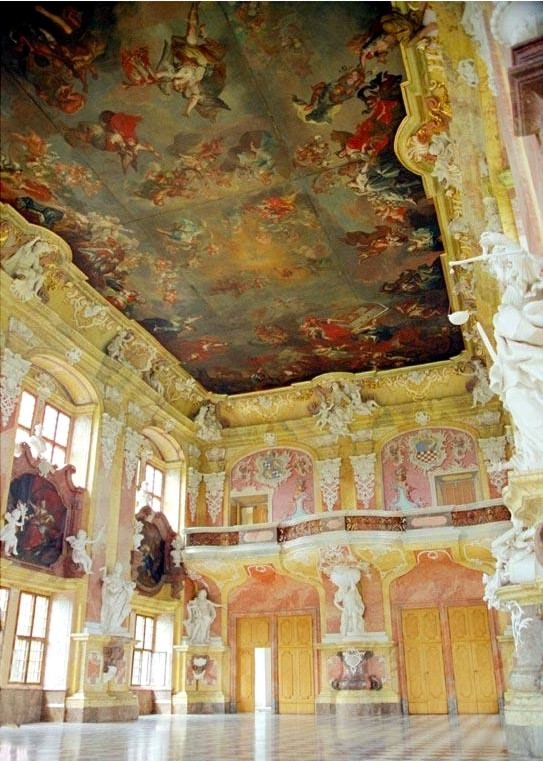
Bentums Deckengemälde im Fürstensaal des Klosters Leubus

Christian Philipp Bentum, dessen Lebensdaten nicht bekannt sind, war ein Sohn des niederländischen Malers Justus van Bentum (1670–1727). Von Königsberg aus, wo der Vater neben der Malerei einen Antiquitätenhandel betrieb, soll er sich nach Prag begeben haben, wo er um 1712 belegt ist. Schon bald wurde er Schüler des Barockmalers Peter Johann Brandl, mit dem er 1713 auf dem westböhmischen Schloss Luditz Porträts der Familie Kokořovec von Kokořov malte. 1715 ist das erste von ihm signierte Bild bekannt. Es ist ein Porträt der Eleonore Kokořovec von Kokořov. Da er 1716 der Malerzunft der Prager Altstadt angehörte, arbeitete er ab diesem Zeitpunkt vermutlich selbständig. Ab 1715 schufen Brandl und Bentum wahrscheinlich gemeinsam Altargemälde im westböhmischen Manětín. Trotzdem wird für diese Jahre Prag als sein ständiger Wohnsitz angenommen; jedenfalls ist er dort unter dem 11. Mai 1719 als Trauzeuge verzeichnet. Vermutlich danach hielt er sich eine Zeitlang in Wien auf. Später soll er eine Studienreise nach Italien unternommen haben, die ihn auch nach Rom führte. Wann er nach Böhmen zurückkehrte, ist nicht bekannt. Von 1725 bis 1731 arbeitete er als Porträtist für die Adelsfamilien Lažanský von Buggau (Lažanští z Bukové) in Manětín, Kolowrat im ostböhmischen Reichenau und Czernin im westböhmischen Petrohrad.
Vermutlich 1731/32 verließ Bentum Prag in Richtung Schlesien, wo um diese Zeit auch sein Meister Brandl Aufträge für das Kloster Grüssau ausführte. Um 1734 ließ sich Bentum mit einer Werkstatt in Breslau nieder, die er fast zwanzig Jahre betrieb. 1735 wurde in Breslau Bentums Tochter Anna Theresia geboren. Dem Taufeintrag vom 2. März kann entnommen werden, dass er als „Mahlern allhier“ bezeichnet wird und mit einer Margaretha verheiratet war. Taufpaten waren Theresia Gräfin von Schaffgotsch, Gattin des Landeshauptmanns von Schlesien, Friederike von Proskau und ein Graf Kolowrat. Da es sich sämtlich um hochrangige Personen der Breslauer Gesellschaft handelt, ist zu vermuten, dass Bentum um diese Zeit an seinem neuen Wirkungsort bereits ein hohes Ansehen erlangt hatte.
Während seiner schlesischen Schaffensperiode schuf Bentum neben Porträts umfangreiche Gemäldezyklen und Altarbilder für Klöster und Kirchen. 1735 malte er im Auftrag der Familie von Strachwitz vier Porträts der Habsburger Karl VI., dessen Gemahlin Elisabeth Christine sowie deren Töchter Erzherzoginnen Maria Theresia und Maria Anna. Von 1734 bis 1745 arbeitete er für das Zisterzienserkloster Leubus, wo namhafte Künstler beschäftigt waren, u. a. der Maler Felix Anton Scheffler, der Bildhauer Franz Joseph Mangoldt und der Stuckateur Ignaz Albrecht Provisore. Im Auftrag und als Stiftung des Abtes Konstantin Beyer malte er 1734–1738 für den Fürstensaal die Deckengemälde mit der Verherrlichung des siegreichen katholischen Glaubens sowie der Glofizierung der Habsburger und Verherrlichung der Piastendynastie. Der Bibliothekssaal ist vollständig mit Malereien von Bentum bedeckt. Aus Dankbarkeit gegenüber dem Kloster Leubus stiftete er 1745 für die Leubuser Pfarrkirche St. Valentin für die dortige Nepomuk-Kapelle das Altargemälde „Martyrium des hl. Johannes von Nepomuk“ sowie das Gemälde „Beichte der böhmischen Königin“, die nicht mehr vorhanden sind. Ebenfalls aus Dankbarkeit für das Leubuser Mäzenatentum schuf Franz Joseph Mangoldt die bildhauerische Gestaltung der Kapelle unentgeltlich.
1746/47 war Bentum in Breslau tätig, wo er für die Prämonstratenserkirche St. Vinzenz 15 große Ölgemälde mit Themen aus dem Leben des hl. Vinzenz schuf, die Ende des 19. Jahrhunderts vernichtet wurden. 1747/48 und nochmals 1754 arbeitete er für das Kloster Trebnitz, für das er u. a. folgende Gemälde malte: Hochaltargemälde Maria Himmelfahrt, Tod der hl. Hedwig, Äbtissin Gertrud und hl. Benedikt.
Für den Breslauer Dom malte er um 1750 die Altargemälde der hl. Maria Magdalena, des hl. Petrus und Haupt des Johannes des Täufers auf der Schale (nach 1945 verschollen). Es ist nicht bekannt, wann er Breslau verließ. Im Trauungseintrag seiner zweitgeborenen Tochter Sophie Johanna, die am 21. April 1755 in der Breslauer Vinzenzkirche den Schneider Nikolaus Hann heiratete, werden zum Brautvater folgende Angaben gemacht: „Edl: und Kunstreichen Herrn Philippi Benthums Mahlers in Dräsden“. Da in Dresden keine Werke von ihm bekannt sind, kann vermutet werden, dass sein Stil dort nicht gefragt war. Danach soll er nach Prag zurückgekehrt und dort nach 1757 gestorben sein. Die bisherige Annahme, er sei in Schlesien verstorben, wird von der neueren Forschung abgelehnt. Hierzu wird ausgeführt, dass im Czernin-Familienarchiv im südböhmischen Schloss Neuhaus eine Notiz vom 6. März 1757 aufgefunden wurde, die vermerkt, dass ein Bote von Manětín nach Prag entsandt wurde, der den Maler Bentum (Vendum) holen sollte. In Manětín soll er sein vermutlich letztes Bild gemalt haben. Es ist das Porträt seiner Förderin Maria Gabriela Lažanský.
Im Gegensatz hierzu wird im Dehio-Schlesien (S. 567) angegeben, Bentum habe 1756 für die Leubuser Pfarrkirche St. Valentin das Hochaltargemälde Wunderbare Heilung des Sohnes des Heiden Kraton durch den hl. Valentin gemalt. Das würde bedeuten, dass Bentum von Dresden nochmals nach Schlesien zurückkam und sich (wenn überhaupt) erst nach 1756 nach Prag begeben haben kann. In der zitierten neueren Literatur wird die Entstehungszeit des Leubuser Hochaltargemäldes allerdings mit 1745 angegeben. Weder 1745 noch 1756 kann das Altargemälde von Abt Wilhelm Steiner (wie in beiden Quellen angegeben wird) gestiftet worden sein. Er amtierte erst ab 1757. Da die aufgefundene Notiz Bentums Aufenthalt in Prag nicht unbedingt belegt, kann er durchaus, wie in der älteren Literatur angegeben, in Schlesien verstorben sein.

## Weitere Werke in Schlesien (Auswahl)
- Kloster Himmelwitz, ehemalige Klosterkirche: Altargemälde
- Neisse, ehemalige Kreuzherrenkirche St. Petrus und Paulus: Hochaltargemälde der Kirchenpatrone (1735)
- Seitsch, Pfarrkirche St. Martin: Hauptaltargemälde Traum des hl. Martin
- Alt Guhrau, Filialkirche St. Jakobus d. Ä.: Bemalung der Holzdecke des Langhauses mit Schlacht bei Clavijo, Hl. Dreifaltigkeit, Kirchenväter und Musizierende Engel (nach 1737)
- Porträts von habsburgischen Herrschern und schlesischen Adeligen befinden sich in:
  - Kozłówka, Muzeum Zamoyskich: Johanna Helene von Reichenbach (um 1745)
  - Ratibor, Muzeum
    - Kaiser Karl VI. (1735)
    - Kaiserin Elisabeth Christine (1735)
    - Erzherzogin Maria Theresia, Königin von Böhmen (1735)
    - Erzherzogin Maria Anna (1735)

## Werke in Böhmen (Auswahl)
- Porträts von böhmischen Adeligen befinden sich u. a. in den Schlössern
  - Neuhaus
  - Reichenau
  - Černíkovice
  - Schönhof
  - Manětín
  - Schrov und auf der
  - Burg Český Šternberk
- sowie in den Museen
  - Reichenberg
  - Nationalgalerie Prag
- Religiöse Gemälde:
  - Manětín, Friedhofskirche St. Barbara: Hl. Johannes Nepomuk (1726) und Hl. Wilgefortis (1730)
  - Manětín, Pfarrkirche Johannes des Täufers: Hl. Paul (um 1725)